# Лимари (Месина)
Лимари је насеље у Италији у округу Месина, региону Сицилија.
Према процени из 2011. у насељу је живело 75 становника. Насеље се налази на надморској висини од 580 м.